# Niverolle de Taczanowski
Onychostruthus taczanowskii
Genre
Espèce
Synonymes
- Montifringilla taczanowskii (Przevalski, 1876) (préféré par NCBI)[2]
- Montifringilla taczanowskii Przewalski, 1876[3] [4]
- Onychostruthus taczanowskii (Przewalski, 1876)[3]
- Onychostruthus taczanowskii[2]

Statut de conservation UICN

 LC  : Préoccupation mineure
La Niverolle de Taczanowski (Onychostruthus taczanowskii) est une espèce de passereaux de la famille des Passeridae.